# Spuranreißer

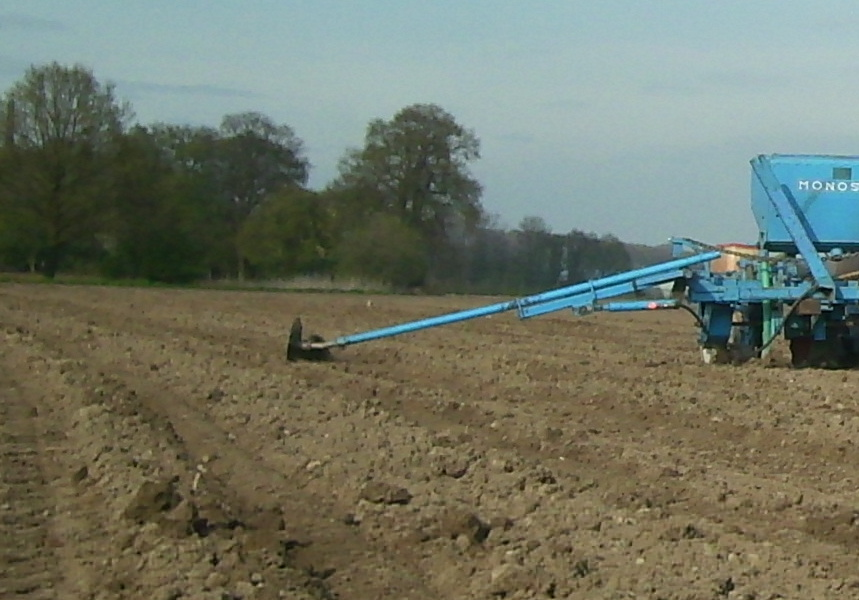
Spuranreißer

Spuranreißer (auch Spurreißer) sind mechanische Zusatzbaugruppen an landwirtschaftlichen Geräten (insbesondere Sämaschinen), die dazu dienen eine Fahrmarkierung für die anschließende Fahrt bei der Bearbeitung des Feldes zu hinterlassen. Dadurch können gerade Reihen parallel ohne Abstand oder Überlappung gefahren werden.

## Gebrauch und Bedeutung

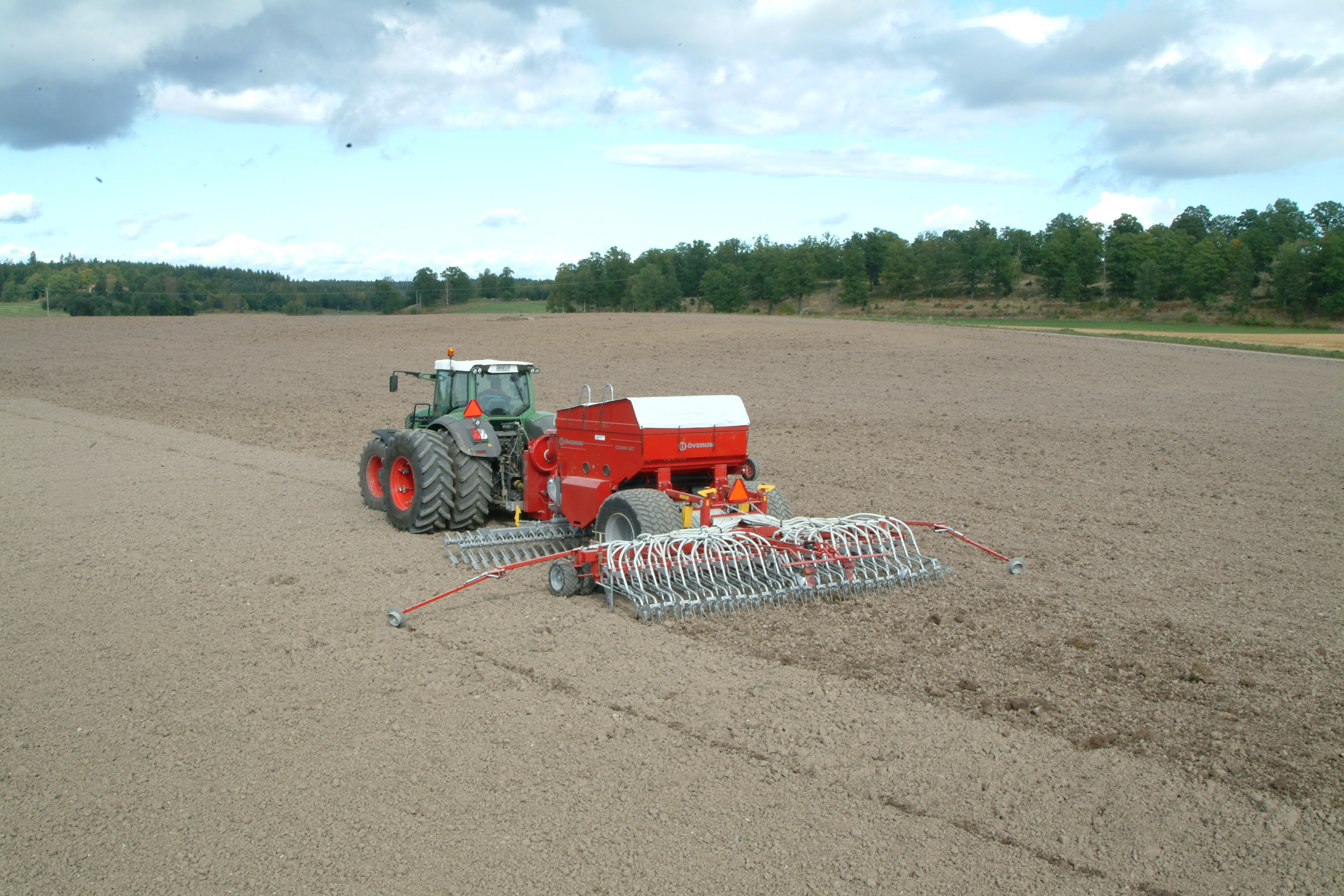
Spuranreißer, der eine deutlich sichtbare Markierung hinterlässt.

Sauber parallel gefahrene und aneinander liegende Spuren haben verschiedene Vorteile. So werden Überlappungen der Spuren minimiert, wodurch doppelte Bearbeitung vermieden und Saatgut gespart wird.
Während in der Regel beidseitig Spuranreißer an einem Gerät angebracht sind, wird beim Befahren des Feldes meist nur der Spuranreißer ausgeklappt, der auf der unbearbeiteten Seite des Feldes liegt. Somit wird die Spur für die nächste Fahrt über das Feld angerissen.
Teilweise werden Spuranreißer so eingestellt, dass bei der nachfolgenden Fahrt ein Reifen des Traktors in der markierten Spur zu fahren ist. Längere Spuranreißer können auch auf die Mitte der nachfolgenden Spur eingestellt sein, was den Vorteil hat, dass der Abstand der angerissenen Spur unabhängig von der Breite beziehungsweise dem Radstand der verwendeten Zugmaschine ist.
Spuranreißer werden häufig hydraulisch bewegt. Oft werden die Spuranreißer automatisch beim Anheben der Sämaschine umgeklappt, so dass nach dem Wenden wieder der Spuranreißer auf der unbearbeiteten Seite aktiv ist.
Spuranreißer verlieren zunehmend an Bedeutung, da in der automatisierten Landwirtschaft immer häufiger digitale, meist GPS-basierte Parallelfahrsysteme zum Einsatz kommen.

## Galerie

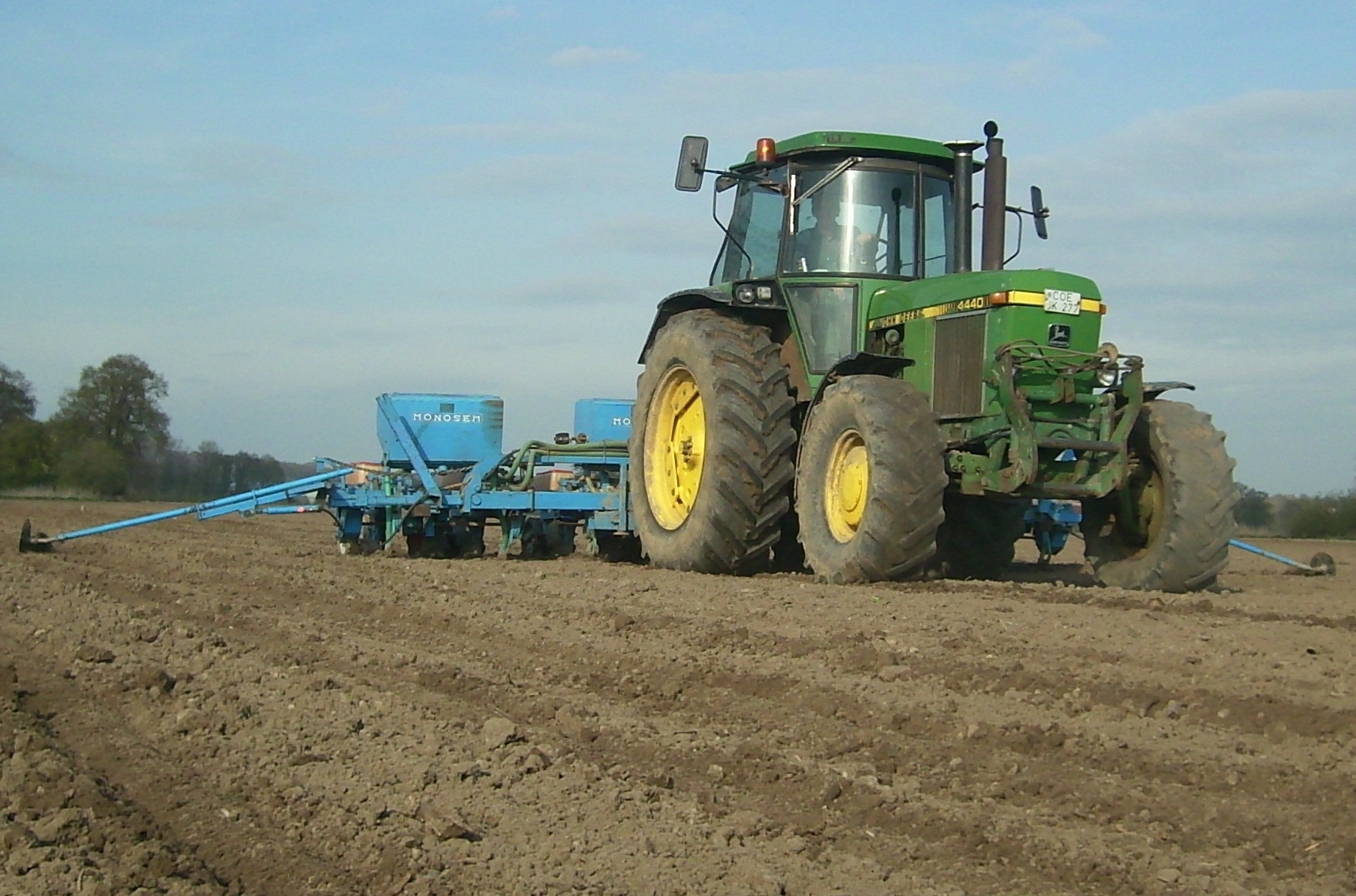
Traktor mit Einzelkornsämaschine, bei der beidseitig der Spuranreißer ausgeklappt ist.
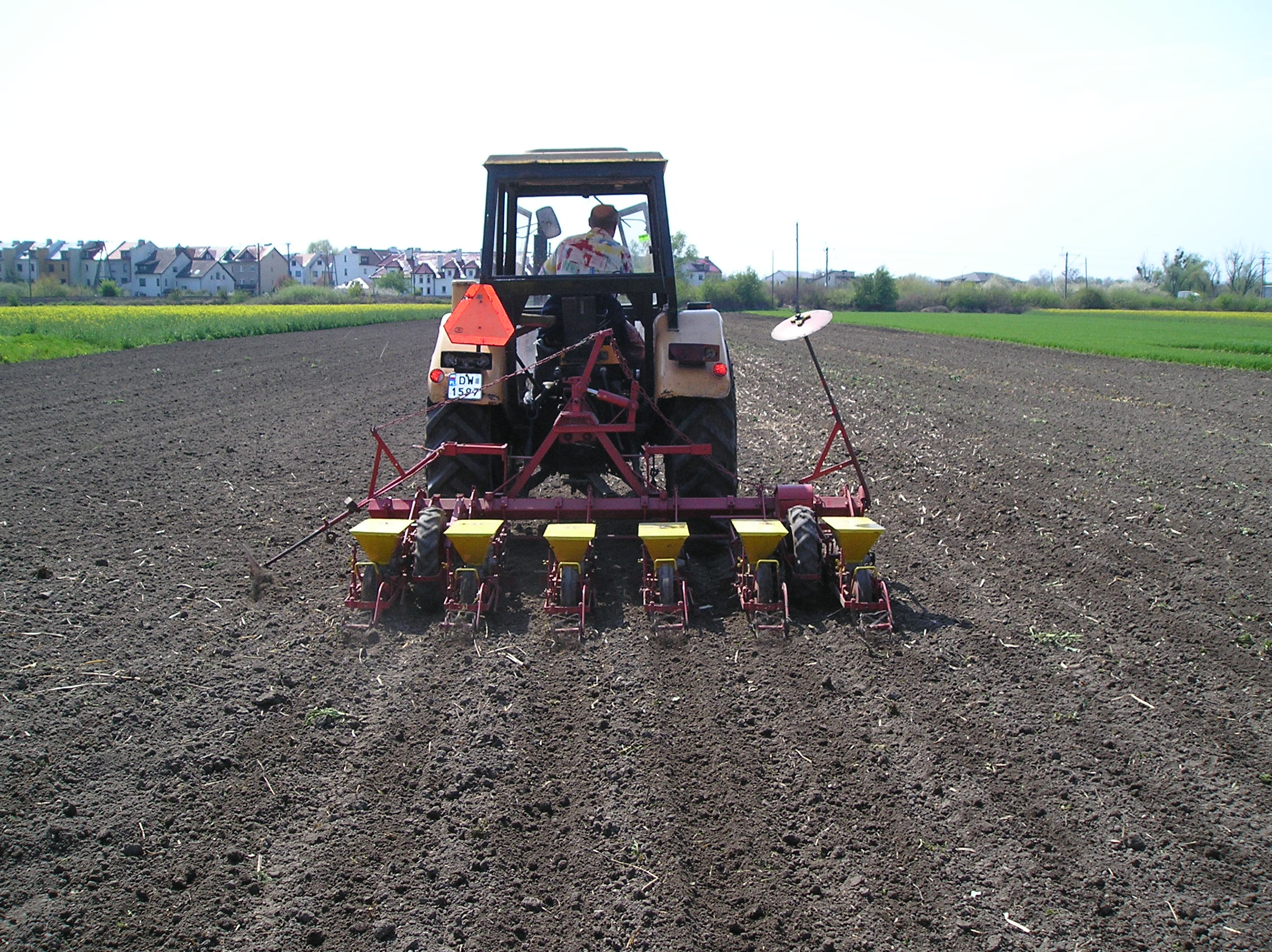
Spuranreißer links ausgeklappt
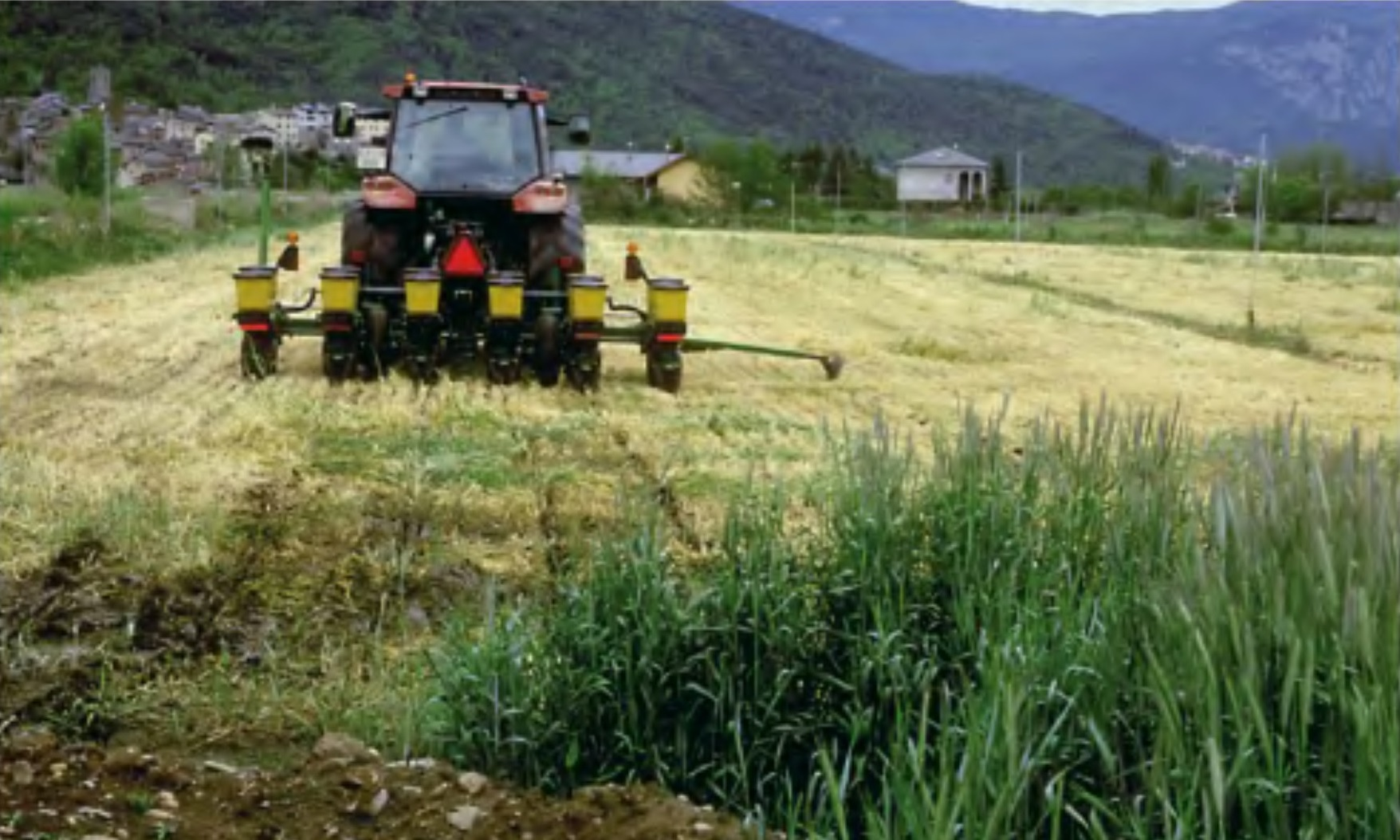
Spuranreißer rechts ausgeklappt
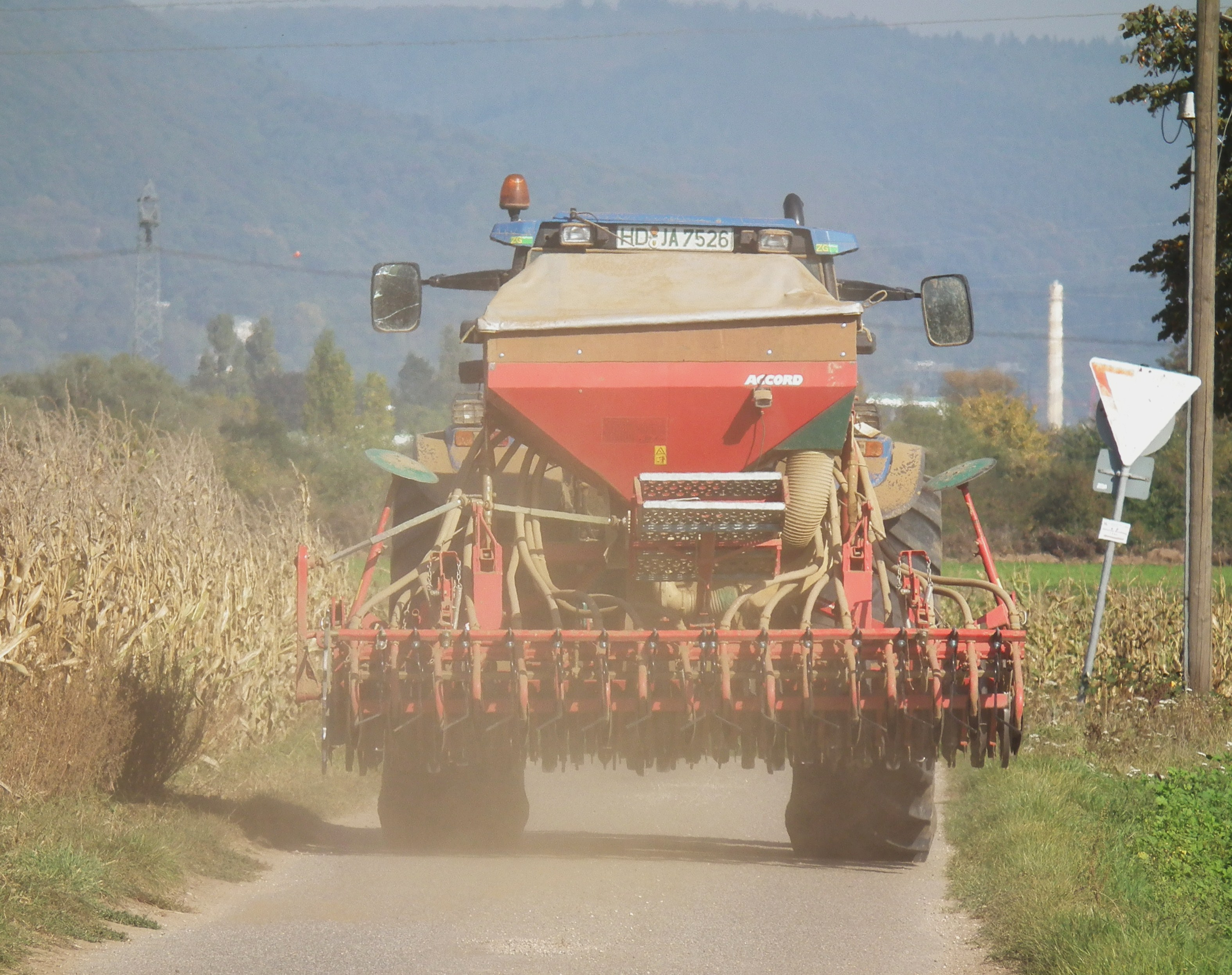
Sämaschine mit hochgeklappten Spuranreißern
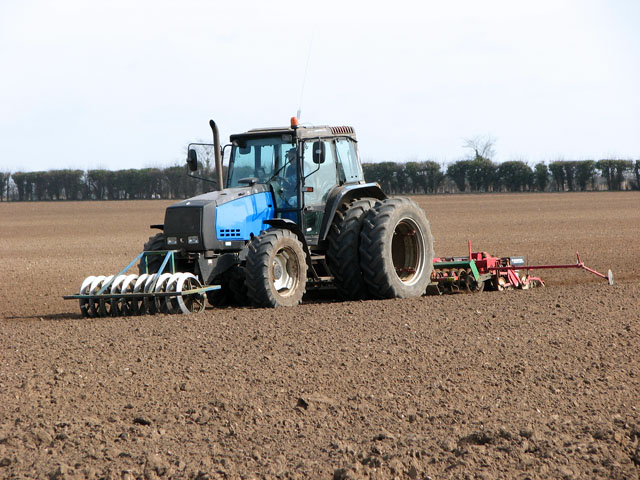
Zuckerrüben-sämaschine mit ausgeklapptem Spuranreißer
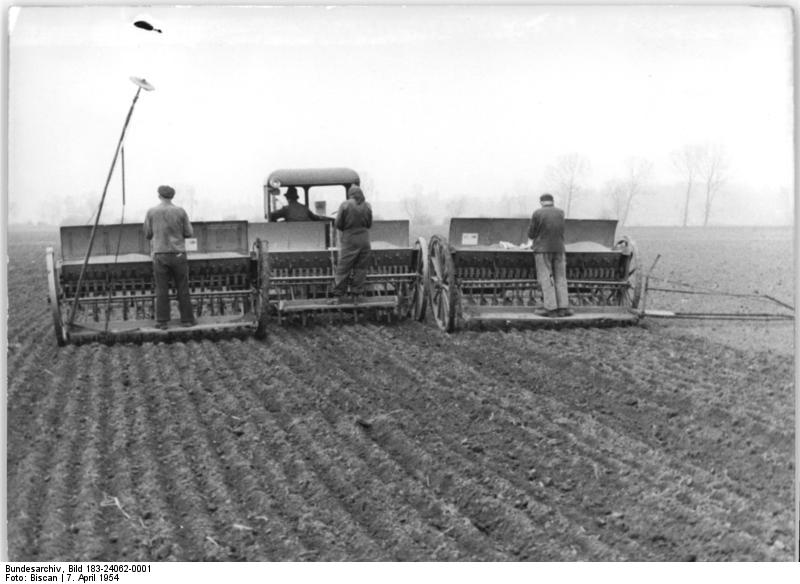
Spuranreißer an gekoppelten Drillmaschinen im Jahr 1954
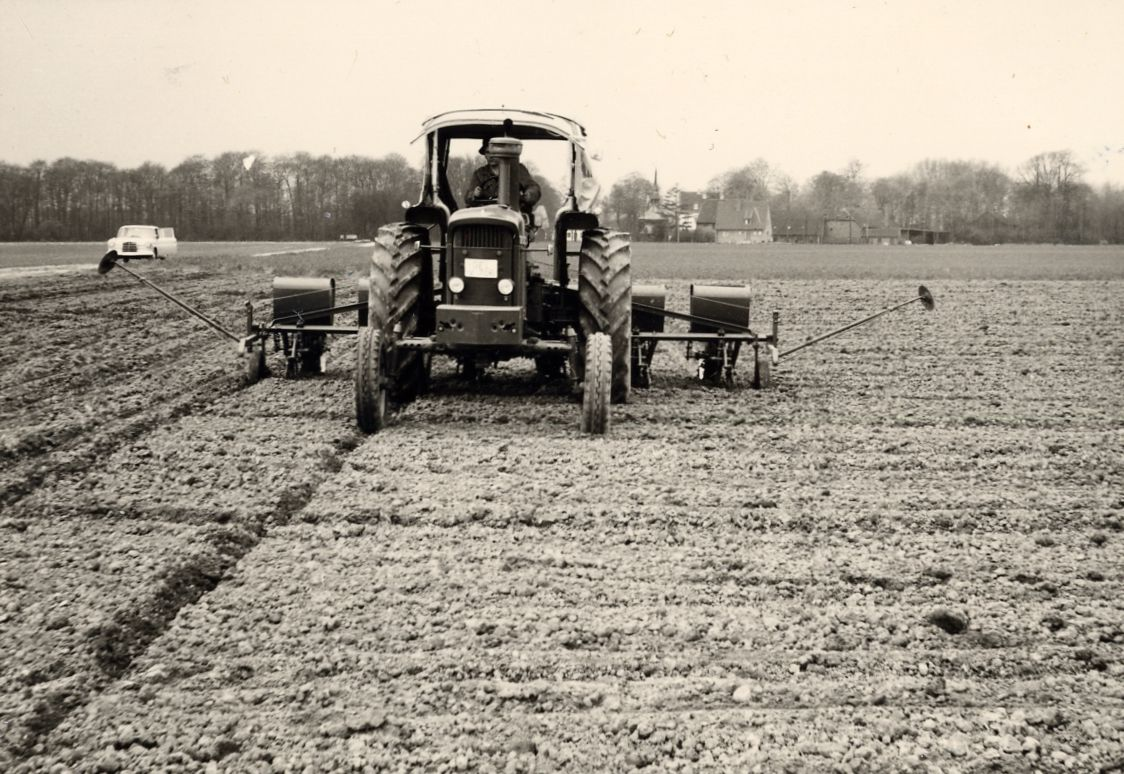
Maissämaschine mit eingeklappten Spuranreißern 1967